# Binche-Chimay-Binche 2023
La 36e édition de Binche-Chimay-Binche a lieu le 3 octobre 2023. Elle fait partie du calendrier UCI Europe Tour 2023 en catégorie 1.1.
Binche-Chimay-Binche est la dernière course du triptyque des semi-classiques wallonnes de fin de saison avec le Circuit franco-belge, course UCI ProSeries 2023 et la Famenne Ardenne Classic à Marche-en-Famenne qui est aussi reprise en UCI Europe Tour 2023.
Cette édition 2023 a la particularité de voir figurer sur la liste des partants le champion olympique de 2016 Greg Van Avermaet qui participe à sa dernière course professionnelle sur le territoire belge.

## Équipes
Équipes :
| WorldTeams (9)- AG2R Citroën Team - UAE Team Emirates - Lidl-Trek - Intermarché-Circus-Wanty - Alpecin-Deceuninck - Cofidis - Soudal Quick-Step - Arkéa-Samsic - Groupama-FDJ ProTeams (8)- Israel-Premier Tech - Bingoal WB - Human Powered Health - Lotto Dstny - Team Flanders-Baloise - TotalEnergies - Uno-X Pro Cycling Team - Euskaltel-Euskadi Équipes continentales (3)- Matériel-vélo.com - Leopard TOGT Pro Cycling - Van Rysel-Roubaix Lille Métropole |
| |

## Déroulement de la course
Une chute se produit à la sortie d'un virage à deux kilomètres de l'arrivée, isolant en tête un groupe de quatorze coureurs dont ne fait pas partie Arnaud De Lie, considéré comme le grand favori de la course. Parmi les hommes se retrouvant à l'avant, le Danois Søren Kragh Andersen (Alpecin Deceuninck) s'isole en tête dans l'ultime montée pavée lors des derniers hectomètres. Il est toutefois remonté dans les trente derniers mètres par le Belge Edward Theuns (Lidl Trek) qui est lui-même dépassé à dix mètres de la ligne d'arrivée par l'Italien Luca Mozzato (Arkéa Samsic), vainqueur surprise de la course.

## Classement final
Classement final :
| \| Classement général \| Classement général \| Classement général \| Classement général \| Classement général \| \| Coureur \| Coureur \| Pays \| Équipe \| Temps \| \| ------------------ \| -------------------- \| ------------------ \| ------------------------ \| ------------------ \| \| 1er \| Luca Mozzato \| Italie \| Arkéa-Samsic \| 4 h 22 min 54 s \| \| 2e \| Edward Theuns \| Belgique \| Lidl-Trek \| + 0 s \| \| 3e \| Søren Kragh Andersen \| Danemark \| Alpecin-Deceuninck \| + 0 s \| \| 4e \| Matteo Trentin \| Italie \| UAE Team Emirates \| + 0 s \| \| 5e \| Dries Van Gestel \| Belgique \| TotalEnergies \| + 0 s \| \| 6e \| Arnaud De Lie \| Belgique \| Lotto Dstny \| + 3 s \| \| 7e \| Florian Sénéchal \| France \| Soudal Quick-Step \| + 3 s \| \| 8e \| Mike Teunissen \| Pays-Bas \| Intermarché-Circus-Wanty \| + 3 s \| \| 9e \| Hugo Hofstetter \| France \| Arkéa-Samsic \| + 3 s \| \| 10e \| Arne Marit \| Belgique \| Intermarché-Circus-Wanty \| + 3 s \| |                      |          |                          |                 |
| |                      |          |                          |                 |
| |                      |          |                          |                 |
| Classement général |                      |          |                          |                 |
| Coureur | Coureur              | Pays     | Équipe                   | Temps           |
| 1er | Luca Mozzato         | Italie   | Arkéa-Samsic             | 4 h 22 min 54 s |
| 2e | Edward Theuns        | Belgique | Lidl-Trek                | + 0 s           |
| 3e | Søren Kragh Andersen | Danemark | Alpecin-Deceuninck       | + 0 s           |
| 4e | Matteo Trentin       | Italie   | UAE Team Emirates        | + 0 s           |
| 5e | Dries Van Gestel     | Belgique | TotalEnergies            | + 0 s           |
| 6e | Arnaud De Lie        | Belgique | Lotto Dstny              | + 3 s           |
| 7e | Florian Sénéchal     | France   | Soudal Quick-Step        | + 3 s           |
| 8e | Mike Teunissen       | Pays-Bas | Intermarché-Circus-Wanty | + 3 s           |
| 9e | Hugo Hofstetter      | France   | Arkéa-Samsic             | + 3 s           |
| 10e | Arne Marit           | Belgique | Intermarché-Circus-Wanty | + 3 s           |